# Romain Pitau

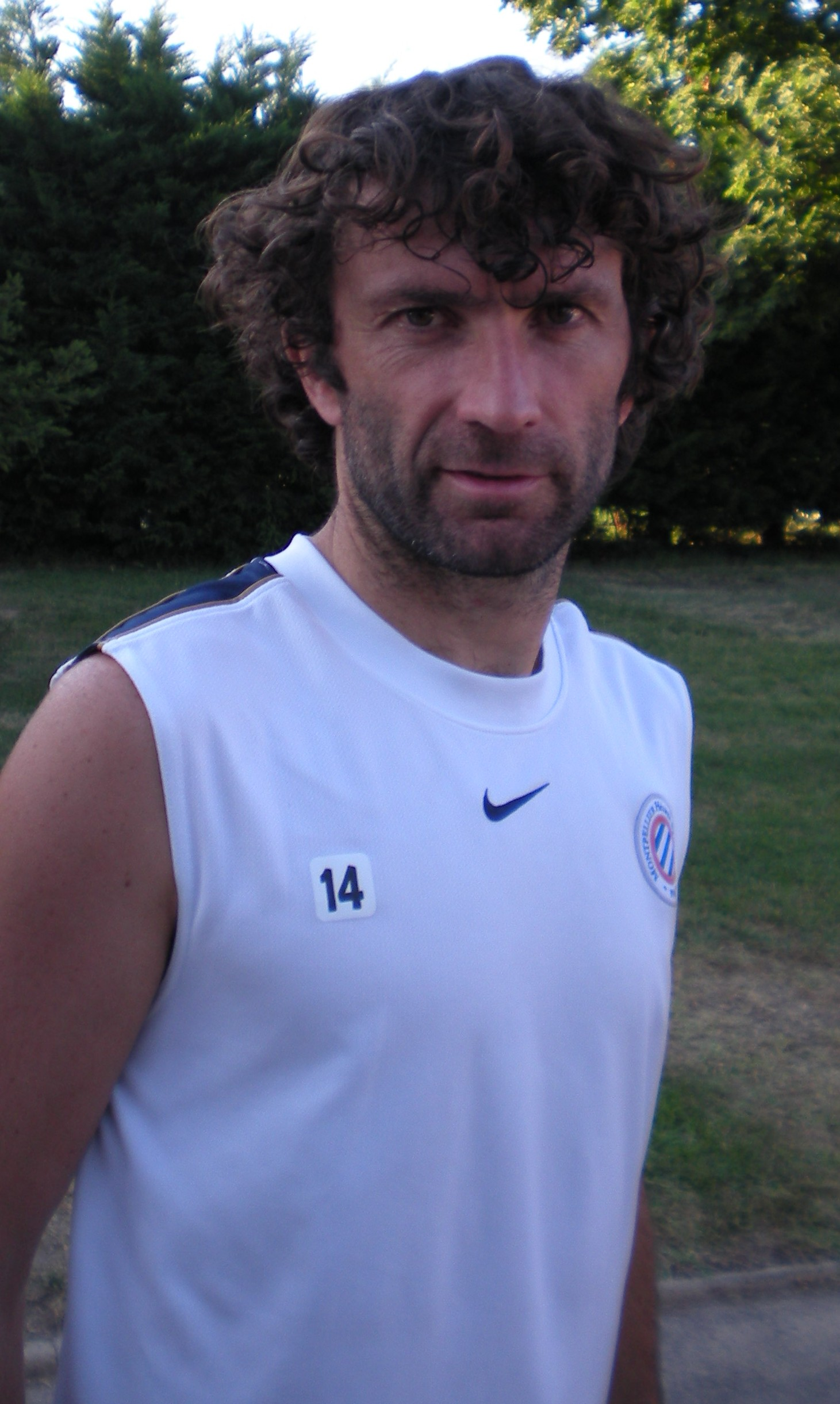

Romain Pitau (Douai, 8 augustus 1977) is een Franse voetballer (middenvelder) die anno 2010 voor de Franse eersteklasser Montpellier HSC uitkomt. Voordien speelde hij onder andere voor RC Lens en OGC Nice.

## Carrière
- 1997-1998: RC Lens
- 1998-2001: US Créteil-Lusitanos
- 2001-2004: OGC Nice
- 2004-2009 : FC Sochaux
- 2009- nu : Montpellier HSC